# Расъю (приток Северной Мылвы)
Расъю — река в России, протекает по Усть-Куломскому и Троицко-Печорскому районам Республики Коми. Длина реки составляет 112 км, площадь водосборного бассейна — 816 км².

## Этимология
Название происходит от коми рас «роща», «заросли», «поросль», ю «река». Расъю «река (текущая) по роще».

## География
Исток реки в болотах в северо-восточном углу Усть-Куломского района близ границы с Троицко-Печорским районом в 40 км к юго-западу от Троицко-Печорска. От истока течёт на юг, вскоре перетекает в Троицко-Печорский район и поворачивает на юго-восток. В низовьях образует старицы, русло сильно извилистое. Всё течение проходит по ненаселённому заболоченному таёжному лесу. Устье реки находится в 94 км от устья Северной Мылвы по левому берегу.

## Притоки
(указано расстояние от устья)
- 5 км: Вадъяёль (пр)
- Вадъёль (пр)
- 55 км: Расъюлунвож (пр)
  - 2 км: Пипуасён (лв)
  - 19 км: без названия (лв)
- 77 км: Югыдъёль (пр)
- Микиперъёль (пр)
- Мечъёль (лв)
- 93 км: Кузъёль (пр)
- 94 км: Коссёнчой (лв)
- Сотчёмъёль (пр)

## Данные водного реестра
По данным государственного водного реестра России относится к Двинско-Печорскому бассейновому округу, водохозяйственный участок реки — Печора от истока до водомерного поста у посёлка Шердино, речной подбассейн реки — Бассейны притоков Печоры до впадения Усы. Речной бассейн реки — Печора.
Код объекта в государственном водном реестре — 03050100112103000059928.